# Игры доброй воли 1986
Летние И́гры до́брой во́ли 1986 года — первые Игры доброй воли, проходившие в Москве с 5 по 20 июля 1986 года. Игры были ответом на олимпийские бойкоты периода, когда Соединённые Штаты отказались участвовать в Олимпийских играх 1980 года в Москве, а Советский Союз отказался присутствовать на летних Олимпийских играх 1984 года в Лос-Анджелесе. Советские спортсмены доминировали в соревнованиях, завоевав 118 золотых медалей и 241 медаль в целом.
В соревнованиях по 18 видам спорта приняли участие примерно 3000 спортсменов из 79 стран. Игры доброй воли были первыми соревнованиями за десять лет, когда лучшие спортсмены СССР и США соревновались друг с другом в крупном летнем мультиспортивном мероприятии. В отличие от других крупных соревнований, для участия в Играх достаточно было приглашения организаторов. В США Turner Broadcasting System показала более 129 часов вещания с соревнований.
Министерство обороны США запретило 12 американским спортсменам участие в соревнованиях, поскольку они были военнослужащими. СССР также запретил участие в соревнованиях командам Израиля и Южной Кореи. Игры, будучи коммерческим мероприятием, не были успешными в финансовом отношении, а компания «Turner Broadcasting System» потеряла на их поддержке миллионы долларов.

## Соревнования
Соревнования проводились по 18 видам спорта. Также были организованы показательные выступления по фигурному катанию в Москве и два товарищеских матча СССР — Европа по мотоболу в Видном:59.
| Вид спорта                | Соревнования     | Ссылка    | Сроки проведения                                                        | Место проведения                                                                                            |
| ------------------------- | ---------------- | --------- | ----------------------------------------------------------------------- | --- |
| Академическая гребля      |                  |           | 20 июля                                                                 | Москва. Олимпийский гребной канал                                                                           |
| Баскетбол                 | женщины          |           | 5—10 июля                                                               | Москва. Универсальный спортивный зал «Дружба»                                                               |
| Бокс                      |                  | подробнее | 11—19 июля                                                              | Москва. Спорткомплекс «Олимпийский»                                                                         |
| Вольная борьба            |                  | подробнее | 11—14 июля                                                              | Москва. Универсальный спортивный зал «Дружба»                                                               |
| Велосипедный спорт        | трек             | подробнее | 8—11 июля                                                               | Москва. Олимпийский велотрек «Крылатское»                                                                   |
| Водное поло               |                  |           | 9—13 июля                                                               | Москва. Плавательный бассейн Центрального стадиона имени В. И. Ленина                                       |
| Волейбол                  | мужчины          |           | 14—19 июля                                                              | Москва. Малая спортивная арена Центрального стадиона имени В. И. Ленина                                     |
| Волейбол                  | женщины          | 7—12 июля | Москва. Малая спортивная арена Центрального стадиона имени В. И. Ленина | |
| Гандбол                   |                  |           | 13—18 июля                                                              | Москва. Универсальный спортивный зал ЦСКА, Дворец спорта «Динамо»                                           |
| Дзюдо                     |                  | подробнее | 16—20 июля                                                              | Москва. Универсальный спортивный зал «Дружба»                                                               |
| Лёгкая атлетика           |                  | подробнее | 5—9 июля                                                                | Москва. Большая спортивная арена Центрального стадиона имени В. И. Ленина                                   |
| Парусный спорт            |                  | подробнее | 12—18 июля                                                              | Таллин. Акватория Таллинского залива                                                                        |
| Плавание                  |                  | подробнее | 4—7 июля                                                                | Москва. Плавательный бассейн «Олимпийский»                                                                  |
| Прыжки в воду             |                  | подробнее | 10—13 июля                                                              | Москва. Бассейн «Олимпийский»                                                                               |
| Современное пятиборье     | мужчины, женщины | подробнее | 5—9 июля                                                                | Москва. Конноспортивный комплекс «Битца», ЛФК ЦСКА, Плавательный бассейн «Олимпийский», Стрельбище «Мытищи» |
| Спортивная гимнастика     | мужчины          | подробнее | 13—15 июля                                                              | Москва. Спорткомплекс «Олимпийский»                                                                         |
| Спортивная гимнастика     | женщины          | подробнее | 17—19 июля                                                              | Москва. Спорткомплекс «Олимпийский»                                                                         |
| Теннис                    |                  |           | 12—16 июля                                                              | Юрмала. Теннисный стадион «Даугава», Крытые корты теннисного центра                                         |
| Тяжёлая атлетика          |                  | подробнее | 18—20 июля                                                              | Москва. Дворец спорта «Измайлово»                                                                           |
| Художественная гимнастика |                  | подробнее | 9—10 июля                                                               | Москва. Спорткомплекс «Олимпийский»                                                                         |

## Медальный зачёт
*   Принимающая страна (СССР)
| Место           | Страна          | Золото | Серебро | Бронза | Всего |
| --------------- | --------------- | ------ | ------- | ------ | ----- |
| 1               | СССР*           | 118    | 80      | 43     | 241   |
| 2               | США             | 42     | 49      | 51     | 142   |
| 3               | ГДР             | 7      | 11      | 10     | 28    |
| 4               | Румыния         | 6      | 6       | 6      | 18    |
| 5               | Болгария        | 4      | 7       | 20     | 31    |
| 6               | Польша          | 2      | 3       | 6      | 11    |
| 7               | Канада          | 2      | 0       | 2      | 4     |
| 8               | Япония          | 1      | 0       | 3      | 4     |
| 9               | Австралия       | 1      | 0       | 2      | 3     |
| 10              | Великобритания  | 1      | 0       | 1      | 2     |
| 10              | Португалия      | 1      | 0       | 1      | 2     |
| 12              | Швейцария       | 1      | 0       | 0      | 1     |
| 12              | Эфиопия         | 1      | 0       | 0      | 1     |
| 14              | Чехословакия    | 0      | 9       | 1      | 10    |
| 15              | Китай           | 0      | 4       | 5      | 9     |
| 16              | Франция         | 0      | 2       | 2      | 4     |
| 17              | Венгрия         | 0      | 1       | 5      | 6     |
| 17              | Монголия        | 0      | 1       | 5      | 6     |
| 19              | Венесуэла       | 0      | 1       | 2      | 3     |
| 20              | Турция          | 0      | 1       | 1      | 2     |
| 20              | ФРГ             | 0      | 1       | 1      | 2     |
| 22              | Нигерия         | 0      | 1       | 0      | 1     |
| 22              | Финляндия       | 0      | 1       | 0      | 1     |
| 24              | КНДР            | 0      | 0       | 6      | 6     |
| 25              | Италия          | 0      | 0       | 5      | 5     |
| 26              | Бразилия        | 0      | 0       | 2      | 2     |
| 27              | Кения           | 0      | 0       | 1      | 1     |
| 27              | Колумбия        | 0      | 0       | 1      | 1     |
| 27              | Кот-д’Ивуар     | 0      | 0       | 1      | 1     |
| 27              | Кувейт          | 0      | 0       | 1      | 1     |
| 27              | Нидерланды      | 0      | 0       | 1      | 1     |
| 27              | Норвегия        | 0      | 0       | 1      | 1     |
| Всего стран: 32 | Всего стран: 32 | 187    | 178     | 186    | 551   |

## Страны-участницы
В играх приняли участие примерно 3000 спортсменов из 79 стран:
- Австралия
- Австрия
- Алжир
- Ангола
- Аргентина
- Багамские Острова
- Бангладеш
- Бельгия
- Бенин
- НРБ
- Боливия
- Ботсвана
- Бразилия
- Буркина-Фасо
- Великобритания
- ВНР
- Венесуэла
- Вьетнам
- ГДР
- Греция
- Дания
- Зимбабве
- Индия
- Индонезия
- Исландия
- Испания
- Ирландия
- Италия
- Кампучия
- Канада
- Кения
- Кипр
- Китай
- КНДР
- Колумбия
- Коста-Рика
- Кот-д’Ивуар
- Кувейт
- Лаос
- Ливан
- Мадагаскар
- Марокко
- Мексика
- Мозамбик
- МНР
- Нигерия
- Нидерланды
- Никарагуа
- Новая Зеландия
- Норвегия
- Перу
- ПНР
- Португалия
- СР Румыния
- Северный Йемен
- Сейшельские Острова
- Сенегал
- Сирия
- СССР
- Судан
- США
- Танзания
- Тунис
- Турция
- Уругвай
- Финляндия
- Франция
- ФРГ
- Чехословакия
- Швейцария
- Швеция
- Шри-Ланка
- Эквадор
- Эфиопия
- Югославия
- Южный Йемен
- Ямайка
- Япония

## Мировые рекорды
В ходе Игр был установлен ряд мировых рекордов. Сергей Бубка установил рекорд в прыжках с шестом — 601 см. Джекки Джойнер-Керси в десятиборье набрала 7148 очков. Владимир Сальников установил мировой рекорд в плавании вольным стилем на 800 м — 7:50,64. Михаэль Хюбнер и Эрика Салумяэ установили мировые рекорды в гите на 200 м.